# Salmorejo
Le salmorejo est une préparation culinaire traditionnelle espagnole, originaire de la région de Cordoue en Andalousie. Il s’agit d’une crème élaborée à partir de mie de pain, à laquelle on ajoute de l’ail, de l’huile d'olive, du vinaigre (optionnel), du sel et de la tomate. Sa consistance finale est proche de celle d’une purée ou d’une sauce épaisse. Il est servi froid, généralement avec une garniture sur la surface, telle que des copeaux de jambon cru (tel que du jambon ibérique ou un jambon de marque Jamón Serrano), des croûtons ou des miettes d’œuf dur. Du fait de sa consistance, il est parfois servi en tant que sauce d’accompagnement, le plus souvent avec des aliments frits.

## Étymologie
Dans le Diccionario de la lengua española, dictionnaire de la RAE de 1817, le salmorejo est désigné comme oxalme muria (saumure avec vinaigre), ce qui le classe parmi les aliments alliant saveurs acides et salées. Certains auteurs approprient l’origine étymologique du salmorejo au fait qu’il soit très lié à une eau chargée en sel, la saumure (salmuera). Concernant la polysémie du terme, celle-ci reste non résolue.

## Histoire
L’histoire du salmorejo remonte aux origines de l’humanité, alors que les ingrédients étaient broyés à l’aide de pierres. Cette forme primitive de la cuisine par broyage mécanique s’appliquait à un grand nombre d’ingrédients. L’origine supposée du salmorejo, tel qu’on le trouve aujourd’hui, remonte à la période qui s’étend du XIXe siècle au début du XXe siècle, lorsque la tomate, rapportée du Nouveau Monde fut finalement introduite dans la recette. Ses origines sont celles d’un plat simple, qui fut peu à peu popularisé hors des frontières de l’Andalousie dans le courant du XXe siècle. Il existe dans la cuisine espagnole une polysémie autour du terme salmorejo, qui peut désigner d’autres types de préparations : les salmis, ce sont généralement des ragoûts de gibier, tel que le lapin, dont la composition et la préparation sont complètement différentes.
L’histoire culinaire du salmorejo a été marquée par deux événements historiques importants : l’ajout de tomate, qui lui procure sa couleur rouge orangée (il était auparavant appelé salmorejo blanco) et l’introduction des appareils électroménagers dans le monde de la cuisine, tels que le mixeur électrique.

## Caractéristiques
Tout comme d’autres gaspachos andalous (ou autres), il s’agit d’un simple broyage de différents ingrédients. Cette opération est réalisée jusqu’à l’obtention d’une crème élaborée à partir de pain, vinaigre, tomate, ail et huile d’olive. Traditionnellement, on le prépare avec un mortier ; mais aujourd’hui, l’usage du mixeur électrique est plus fréquent. Le résultat final est une crème qui peut varier du rouge orangé au rose (en fonction de la proportion des ingrédients). Peu à peu, les avancées de l’industrie alimentaire ont permis de le commercialiser, il est aujourd’hui possible d’en trouver en brique dans les rayons frais de certains supermarchés.

### Ingrédients
L’ingrédient principal du salmorejo est le pain, plus précisément, la mie. Le pain est trempé dans de l’eau salée et dans du vinaigre (optionnel). L’emploi d’ail ajoute plus de saveur et d’arôme. L’huile utilisée est toujours de l’huile d’olive. La tomate tient une place importante dans son élaboration, et joue le rôle de colorant naturel. Dans certaines préparations plus modernes, on utilise de la tomate séchée, afin de donner un goût particulier. Le vinaigre employé pour effectuer la saumure peut être de Jerez, de Montilla ; en règle générale, on emploie les vinaigres régionaux. Certains cuisiniers préfèrent cependant ne pas en ajouter. Le vinaigre peut également être remplacé par du vin blanc. Il n’existe pas aujourd’hui d’indications précises sur les quantités et proportions des ingrédients, de nombreuses variantes sont donc possibles.

### Différences avec le gaspacho andalou
Il existe des différences fondamentales entre ces deux préparations qui sont parfois confondues. Une  des différences principales provient de la chimie de leur préparation : le salmorejo est une émulsion (mélange de liquides immiscibles : l’eau et l’huile), alors que le gaspacho est un simple mélange de légumes. La deuxième différence est la texture finale : le salmorejo possède une texture épaisse, étant donné qu’il contient du pain et de l’huile, mais aussi car sa préparation ne requiert pas d’ajout d’eau (en dehors du trempage du pain initial). La troisième différence concerne les ingrédients employés. Contrairement au gaspacho, le salmorejo ne contient qu’un fruit (et l’ail) : la tomate.

## Usages
Le salmorejo est généralement servi en entrée, dans une assiette creuse ou une terrine. Son évolution a fait qu’il est aujourd’hui habituel de le servir en tant que tapas. Il est parfois accompagné de pain grillé ou de tortilla. Dans la cuisine moderne, il est fréquent de le retrouver en tant que sauce d’accompagnement. Dans la nouvelle cuisine, il est souvent utilisé comme élément décoratif. Enfin, dans certains cas, le salmorejo sert à faire macérer certains aliments crus, tels que la viande ou le poisson.

## Santé
Le salmorejo a un apport nutritionnel d’environ 70 kcal/100 ml. L’apport en glucides provient principalement du pain utilisé. Le contenu en nutriments dépendra de la proportion des ingrédients employés, laquelle varie en fonction des régions et des goûts locaux. La tomate apporte du lycopène, un antioxydant naturel. En plus de propriétés vasodilatatrices, l’ail possède divers composés organo-sulfurés. L’huile d’olive apporte polyphénols et vitamine E.